# Oľšavce
Oľšavce é um município da Eslováquia, situado no distrito de Bardejov, na região de Prešov. Tem 5,06 km² de área e sua população em 2018 foi estimada em 172 habitantes.

## Demografia
| Ano:        | 1994 | 2004   | 2014   | 2024    |
| ----------- | ---- | ------ | ------ | ------- |
| Broj ljudi: | 171  | 166    | 181    | 159     |
| Razlika:    |      | -2,92% | +9,03% | -12,15% |

| Ano:               | 2023 | 2024   |
| ------------------ | ---- | ------ |
| Número de pessoas: | 158  | 159    |
| Diferença:         |      | +0,63% |